# Бегуновка
Бегуновка, в среднем и верхнем течении И́льменйо́ки (фин. Ilmeenjoki) — река в Финляндии, Лахденпохском районе Карелии и Выборгском и Приозерском районах Ленинградской области. Длина реки — 50 км (российская часть), площадь водосборного бассейна — 370 км².

## Общие сведения
Берёт своё начало в Финляндии в болоте недалеко от российско-финской границы, которую сразу же пересекает. Далее течёт на юго-восток, мимо населённых пунктов Ильме и Ринтала, принимая приток справа, несущий воды из озёр Суолампи, Эйтъярви и Питкяярви и образуя границу между Карелией и Приозерским районом Ленинградской области. Затем пересекает железнодорожную линию Выборг — Хийтола между Хийтолой и о.п. Пукинниеми, течёт примерно 5 км по Карелии, после чего пересекает границу Приозерского района Ленинградской области, после чего принимает левый приток из озёр Таусъярви, Райватталанлампи, Аласъярви и Хитоланъярви, далее Ильменйоки снова принимает безымянный приток и Ястребиного озера. Ниже протекает через Новонивское озеро и залив Заречный (озеро Заречное), в который снова впадает левый приток из озёр Берёзовского и Нижнего Подосиновского. Ниже Заречного река меняет название на Бегуновку. Протекает через населённый пункт Проточное, рядом с ним впадает в озеро Богатырское, из него вытекает река Проточная, которая некоторыми источниками считается продолжением Бегуновки.
Река протекает через озёра: Полевое, Новонивское, Заречное.

## Данные водного реестра
По данным государственного водного реестра России относится к Балтийскому бассейновому округу, относится к речному бассейну реки Невы (включая бассейны рек Онежского и Ладожского озёр), речной подбассейн реки — Нева и реки бассейна Ладожского озера (без подбассейна Свирь и Волхов, российская часть бассейнов). Водохозяйственный участок реки — Водные объекты бассейна оз. Ладожское без рр. Волхов, Свирь и Сясь.

## Галерея

Бегуновка
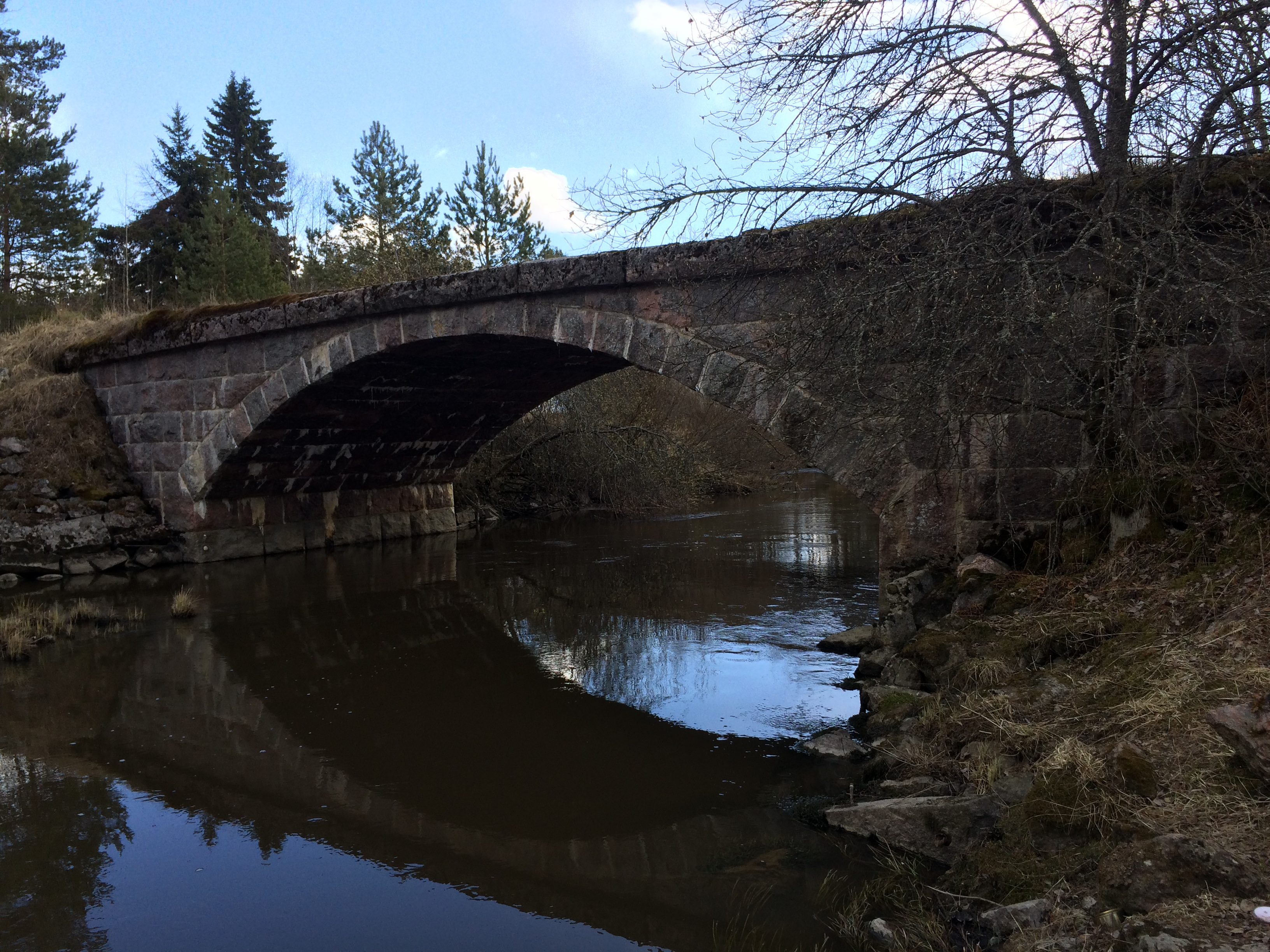
Старый финский мост (не используется).
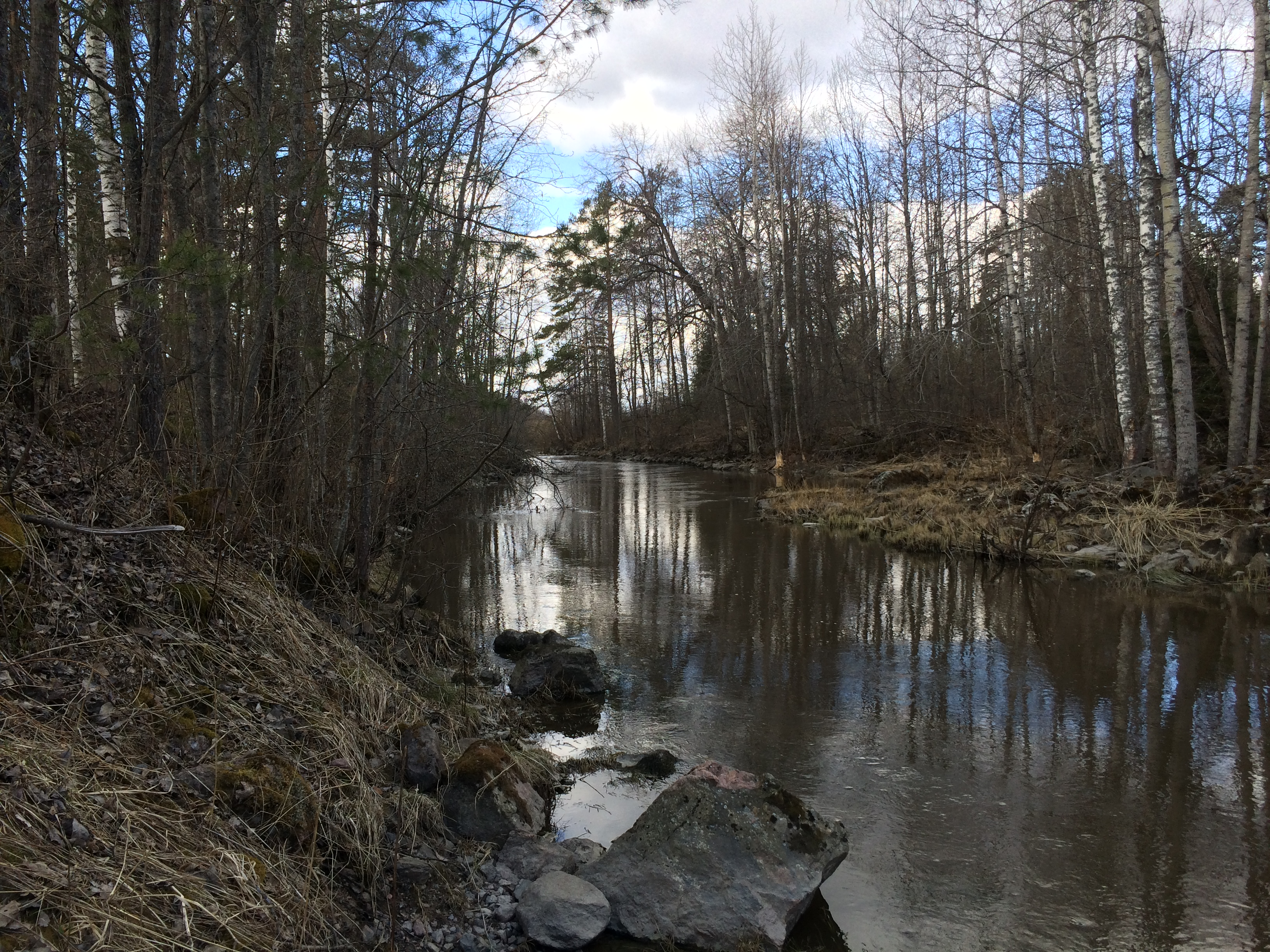
Бегуновка в районе трассы Кузнечное — Шушино.
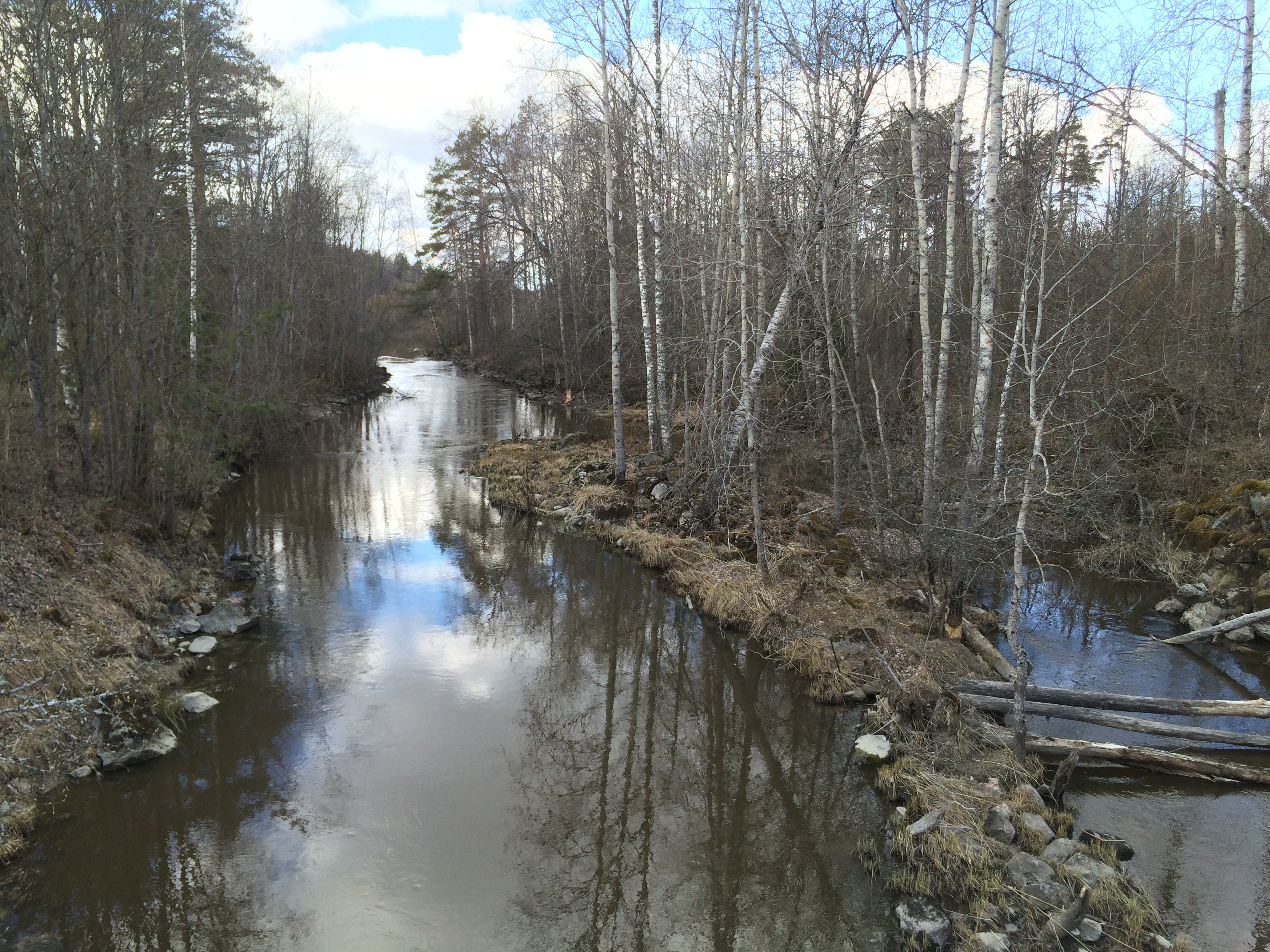
Бегуновка в районе трассы Кузнечное — Шушино.
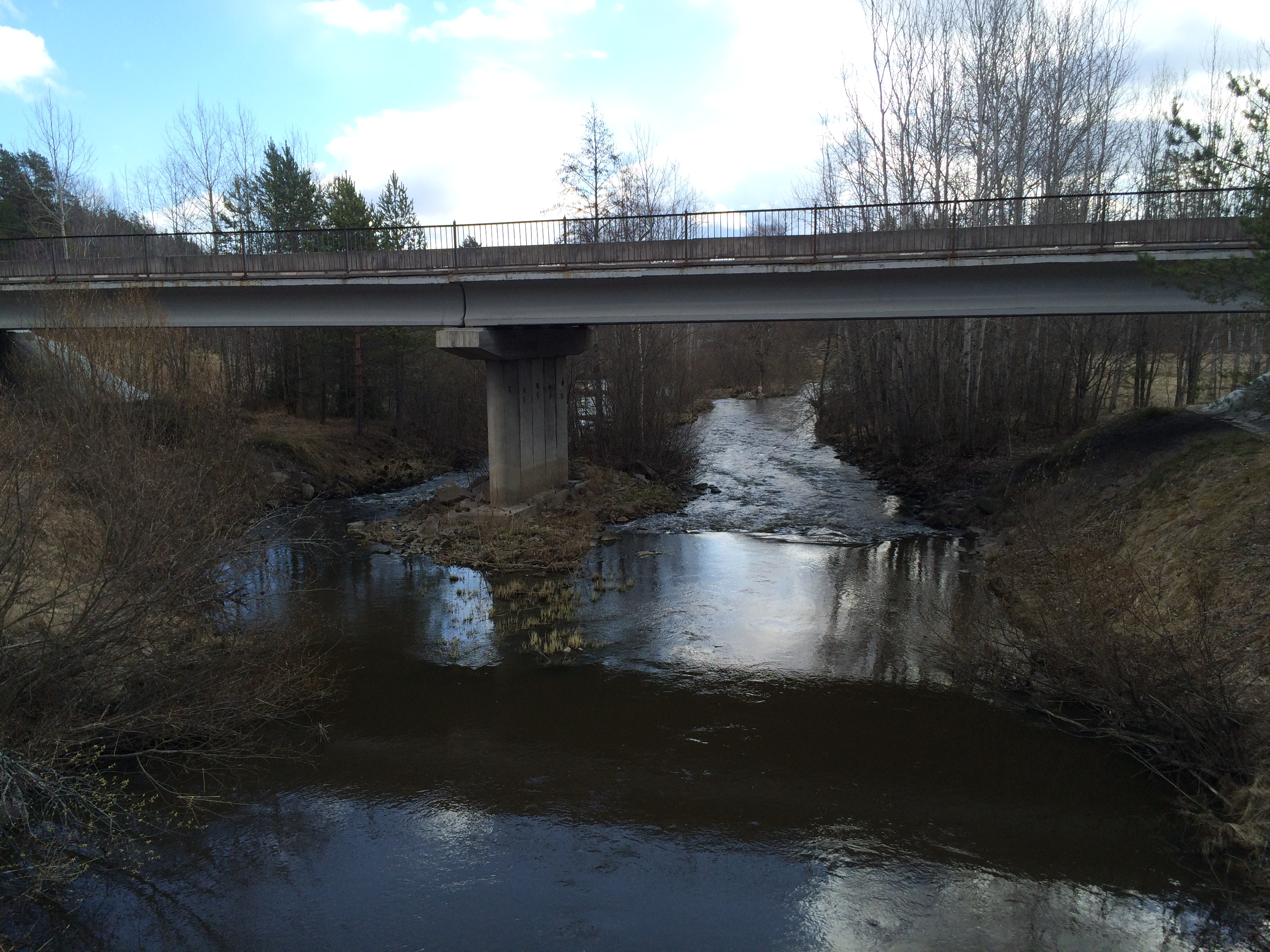
Вид с финского моста на современный.